# Jonas Abrahamsen
Jonas Abrahamsen (Skien, 20 september 1995) is een Noorse wielrenner die voor Uno-X Mobility uitkomt.

## Overwinningen
2020
2e etappe Ronde van Małopolska
Bergklassement Ronde van Małopolska
2024
Bergklassement Ster van Bessèges
Brussels Cycling Classic
2025
11e etappe Ronde van Frankrijk
Circuit Franco-Belge

## Resultaten in voornaamste wedstrijden
| Jaar | Ronde van Italië | Ronde van Frankrijk | Ronde van Spanje |
| ---- | ---------------- | ------------------- | ---------------- |
| 2021 |                  |                     |                  |
| 2022 |                  |                     |                  |
| 2023 |                  | 85e                 |                  |
| 2024 |                  | 55e                 |                  |
| 2025 |                  | 71e (1)             |                  |

| Jaar | Milaan-San Remo | Gent-Wevelgem | Ronde van Vlaanderen | Parijs-Roubaix | Amstel Gold Race | E3 Saxo Classic | Parijs-Tours | Dwars door Vlaanderen |  | WK op de weg |
| ---- | --------------- | ------------- | -------------------- | -------------- | ---------------- | --------------- | ------------ | --------------------- |  | ------------ |
| 2021 |                 |               |                      |                | 68e              |                 | opgave       |                       |  |              |
| 2022 |                 |               |                      |                |                  |                 | 33e          |                       |  |              |
| 2023 |                 |               |                      |                |                  |                 | 93e          |                       |  | opgave       |
| 2024 | 34e             | 20e           | 32e                  | 27e            |                  | 12e             |              | ↑                     |  | opgave       |
| 2025 | 135e            | 40e           | 67e                  | opgave         |                  | 61e             |              | opgave                |  |              |

## Ploegen
- 2014 –  Motiv3 Pro-Cycling Team (tot 18 juni)
- 2014 –  Team Oster Hus-Ridley (vanaf 18 juni)
- 2016 –  Team Ringeriks-Kraft
- 2017 –  Uno-X Hydrogen Development Team
- 2018 –  Uno-X Norwegian Development Team
- 2019 –  Uno-X Norwegian Development Team
- 2020 –  Uno-X Norwegian Development Team
- 2021 –  Uno-X Pro Cycling Team
- 2022 –  Uno-X Pro Cycling Team
- 2023 –  Uno-X Pro Cycling Team
- 2024 –  Uno-X Pro Cycling Team
- 2025 –  Uno-X Mobility

Abrahamsen · Andersen · Blikra · Charmig · Dversnes · Eg · Gregaard · Gudmestad · Halvorsen · Hansen · Hindsgaul · Holter · Hulgaard · A. Johannessen · T. Johannessen · K. Kulset · S. Kulset · Larsen · Levy · Resell · Saugstad · A. Skaarseth · I. Skaarseth · Sleen · Tiller · Træen · Urianstad · Wærenskjold · Wærsted
Abrahamsen · Andersen · Bendixen · Blikra  · Blume Levy · Charmig · Dversnes · Eg · Fredheim · Gregaard · Gudmestad · Halvorsen · Hindsgaul · Holter · A. Johannessen · T. Johannessen · Kristoff · M. Kulset · S. Kulset · Larsen · Norman Leth · Resell · Sander Hansen · Skaarseth · Tiller · Træen · Urianstad · Wærenskjold
Abrahamsen · Andersen · Bendixen · Bévort · Blikra  · Blume Levy · Cort · Dversnes · Eiking (vanaf 8/2) · Fredheim · Gudmestad · Hoelgaard · Holter · Hvideberg · A. Johannessen · T. Johannessen · Kristoff · J. Kulset · M. Kulset · S. Kulset · Larsen · Leknessund · Løland · Resell · Sander Hansen · Skaarseth · Tiller · Urianstad · Wallin · Wærenskjold